# Traité Brésil-États-Unis
Le Traité Brésil-États-Unis est un traité d'assistance militaire signé en 1952 à Rio de Janeiro entre les deux pays, dans le but de défendre l'hémisphère occidental.

## Arrière-plan
Les relations militaires entre les États-Unis et le Brésil remontent à la Seconde Guerre mondiale, lorsque le Brésil a soutenu les efforts alliés lors de l'invasion alliée de l'Italie en 1942. Le Brésil a fourni des troupes pour cette offensive. Le 3 janvier 1952, le gouvernement brésilien a publié le décret 30363 établissant de nouvelles réglementations gouvernementales. Ces nouvelles réglementations autorisaient le retour des capitaux étrangers investis au Brésil et les transferts de bénéfices sur ce capital. Peu de temps après, des représentants des États-Unis et du Brésil ont commencé à négocier un accord bilatéral d’assistance militaire à Rio de Janeiro le 3 janvier 1952. Le document décrivant l'accord entre les deux pays a été signé le 15 mars 1952. L'accord entra en vigueur le 19 mai 1952. Pendant les négociations, le général de division Charles L. Mullins Jr. a négocié un plan militaire distinct avec le gouvernement brésilien. Le plan fut approuvé le 14 mars 1952 par le secrétaire à la Défense Robert A. Lovett. Lors d'une cérémonie privée le 15 mars 1952, le général de division américain Mullins et le général brésilien Monteiro ont signé le plan militaire qui définissait une défense commune entre les deux nations. L'accord a permis à l'armée brésilienne d'acquérir des armes majeures et de bénéficier d'un entraînement par l'armée américaine.
Cette alliance ténue a régi les relations bilatérales entre les deux nations pendant les événements de la guerre froide. Cependant, l'alliance fut de courte durée et subit plusieurs coups durs lors du coup d'État militaire au Brésil en 1964. Pendant cette période, les États-Unis continuaient à fournir un soutien militaire et une formation au camp qui les soutenaient.

## Coup d'État militaire
Les États-Unis étaient prêts à déployer tous les moyens nécessaires pour soutenir le coup d’État militaire afin d’empêcher le Brésil de devenir un État communiste. Le président Johnson a déclaré : « Je pense que nous devons prendre toutes les mesures possibles et être prêts à faire tout ce que nous devons faire » pour empêcher le Brésil de devenir un pays communiste. Le président Goulart, président du Brésil, soutenait les syndicats, souhaitait limiter les bénéfices commerciaux internationaux du Brésil et souhaitait également initier des relations commerciales avec les États communistes. Le coup d’État militaire finirait par l’emporter, conduisant à une dictature militaire de vingt ans.

## Voir également
- Traité interaméricain d'assistance réciproque